# Gary Payton II
Gary Dwayne Payton II (Seattle, 1992. december 1. –) amerikai kosárlabdázó, a Golden State Warriors játékosa a National Basketball Associationben (NBA). Több pozíción is tudd játszani: irányítóként, dobóhátvédként és alacsonybedobóként is.
A Hall of Fame-beiktatott Gary Payton fia, róla kapta Fiatal Kesztyű becenevét is, hiszen apja Kesztyű néven volt ismert. Harmadik és negyedik évében egyetemen az Oregon State Beavers játékosa volt, ahol elismerték az All-Pac–12 első csapatában és megválasztották az év védekező játékosának is.
2016-ban nem választotta ki senki a drafton, a következő három évben kilenc csapatban is megfordult, mire megtalálta helyét az NBA-ben. 2021-ben megnyerte az év védekező játékosa díjat az NBA G-League-ben és 2019-ben bajnok is lett a ligában a Rio Grande Valley Vipers színeiben. A Golden State játékosaként lett először igazán fontos játékos, nagy szerepet játszott a kaliforniai csapat 2022-es bajnoki címének megnyerésében. Az ötödik apa-fia duó lettek Gary Paytonnal, akik bajnokok lettek a ligában.

## Statisztika

### Egyetem
| Év        | Csapat               | JM | KM | JP/M | MG%  | 3P%  | BD%  | LP/M | GP/M | L/M | B/M | P/M  |
| --------- | -------------------- | -- | -- | ---- | ---- | ---- | ---- | ---- | ---- | --- | --- | ---- |
| 2014–2015 | Oregon State Beavers | 31 | 30 | 36,3 | .485 | .293 | .663 | 7,5  | 3,2  | 3,1 | 1,2 | 13,4 |
| 2015–2016 | Oregon State Beavers | 32 | 32 | 34,3 | .486 | .314 | .642 | 7,8  | 5,0  | 2,5 | 0,5 | 16,0 |
| Karrier   | Karrier              | 63 | 62 | 35,3 | .485 | .302 | .652 | 7,7  | 4,1  | 2,8 | 0,8 | 14,7 |

### NBA G-League
| Év        | Csapat                   | JM  | KM  | JP/M | MG%  | 3P%  | BD%  | LP/M | GP/M | L/M | B/M | P/M  |
| --------- | ------------------------ | --- | --- | ---- | ---- | ---- | ---- | ---- | ---- | --- | --- | ---- |
| 2016–2017 | Rio Grande Valley Vipers | 49  | 49  | 32,7 | .498 | .307 | .699 | 6,5  | 3,3  | 2,0 | 0,7 | 14,1 |
| 2017–2018 | Wisconsin Herd           | 17  | 2   | 28,5 | .472 | .233 | .714 | 6,1  | 4,9  | 1,8 | 0,6 | 17,2 |
| 2017–2018 | South Bay Lakers         | 3   | 3   | 32,0 | .458 | .294 | .750 | 7,0  | 2,7  | 3,0 | 0,7 | 18,3 |
| 2018–2019 | Rio Grande Valley Vipers | 2   | 2   | 38,5 | .459 | .111 | .778 | 11,5 | 3,0  | 3,5 | 0,5 | 21,0 |
| 2018–2019 | Capital City Go-Go       | 26  | 26  | 29,6 | .467 | .267 | .551 | 7,3  | 6,5  | 2,9 | 0,7 | 16,1 |
| 2019–2020 | Rio Grande Valley Vipers | 2   | 2   | 23,0 | .346 | .333 | .000 | 7,5  | 3,0  | 2,0 | 0,0 | 10,0 |
| 2019–2020 | South Bay Lakers         | 16  | 16  | 32,4 | .573 | .242 | .696 | 9,5  | 6,8  | 3,1 | 1,1 | 21,4 |
| 2020–2021 | Raptors 905              | 13  | 3   | 21,8 | .555 | .179 | .692 | 5,7  | 2,5  | 2,5 | 0,8 | 10,8 |
| Karrier   | Karrier                  | 128 | 102 | 30,3 | .497 | .274 | .678 | 7,0  | 4,5  | 2,4 | 0,7 | 15,7 |

### NBA

#### Alapszakasz
| Év         | Csapat                 | JM  | KM | JP/M | MG%  | 3P%  | BD%   | LP/M | GP/M | L/M | B/M | P/M |
| ---------- | ---------------------- | --- | -- | ---- | ---- | ---- | ----- | ---- | ---- | --- | --- | --- |
| 2016–2017  | Milwaukee Bucks        | 6   | 0  | 16,5 | .364 | .111 | .600  | 2,0  | 2,2  | 0,5 | 0,7 | 3,3 |
| 2017–2018  | Milwaukee Bucks        | 12  | 6  | 8,8  | .394 | .167 | .667  | 1,4  | 0,8  | 0,3 | 0,1 | 2,5 |
| 2017–2018  | Los Angeles Lakers     | 11  | 0  | 10,5 | .415 | .308 | .167  | 2,5  | 1,1  | 0,4 | 0,2 | 3,5 |
| 2018–2019  | Washington Wizards     | 3   | 0  | 5,3  | .625 | .500 | —     | 0,7  | 1,3  | 1,0 | 0,3 | 3,7 |
| 2019–2020  | Washington Wizards     | 29  | 17 | 14,9 | .414 | .283 | .500  | 2,8  | 1,7  | 1,1 | 0,2 | 3,9 |
| 2020–2021  | Golden State Warriors  | 10  | 0  | 4,0  | .769 | .500 | .750  | 1,1  | 0,1  | 0,6 | 0,1 | 2,5 |
| 2021–2022† | Golden State Warriors  | 71  | 16 | 17,6 | .616 | .358 | .603  | 3,5  | 0,9  | 1,4 | 0,3 | 7,1 |
| 2022–2023  | Portland Trail Blazers | 15  | 1  | 17,0 | .585 | .529 | 1.000 | 2,6  | 1,5  | 1,1 | 0,1 | 4,1 |
| 2022–2023  | Golden State Warriors  | 7   | 0  | 16,0 | .607 | .444 | .667  | 4,3  | 1,1  | 0,9 | 0,6 | 5,7 |
| 2023–2024  | Golden State Warriors  | 44  | 0  | 15,5 | .563 | .364 | .609  | 2,6  | 1,1  | 0,9 | 0,4 | 5,5 |
| 2024–2025  | Golden State Warriors  | 62  | 11 | 15,0 | .574 | .326 | .711  | 3,0  | 1,3  | 0,8 | 0,3 | 6,5 |
| Karrier    | Karrier                | 270 | 51 | 14,9 | .557 | .340 | .625  | 2,8  | 1,2  | 1,0 | 0,3 | 5,5 |

#### Play-in
| Év      | Csapat                | JM | KM | JP/M | MG%  | 3P%  | BD% | LP/M | GP/M | L/M | B/M | P/M  |
| ------- | --------------------- | -- | -- | ---- | ---- | ---- | --- | ---- | ---- | --- | --- | ---- |
| 2025    | Golden State Warriors | 1  | 0  | 19,9 | .500 | .333 | —   | 2,0  | 1,0  | 1,0 | 1,0 | 12,0 |
| Karrier | Karrier               | 1  | 0  | 19,9 | .500 | .333 | —   | 2,0  | 1,0  | 1,0 | 1,0 | 12,0 |

#### Rájátszás
| Év      | Csapat                | JM | KM | JP/M | MG%  | 3P%  | BD%  | LP/M | GP/M | L/M | B/M | P/M |
| ------- | --------------------- | -- | -- | ---- | ---- | ---- | ---- | ---- | ---- | --- | --- | --- |
| 2022†   | Golden State Warriors | 12 | 2  | 16,9 | .659 | .533 | .667 | 3,1  | 1,3  | 1,2 | 0,6 | 6,5 |
| 2023    | Golden State Warriors | 12 | 3  | 16,0 | .667 | .267 | .667 | 3,7  | 0,8  | 0,7 | 0,5 | 6,8 |
| 2025    | Golden State Warriors | 11 | 1  | 16,4 | .447 | .391 | —    | 2,2  | 1,5  | 0,9 | 0,0 | 4,6 |
| Karrier | Karrier               | 35 | 6  | 16,4 | .593 | .396 | .667 | 3,0  | 1,2  | 0,9 | 0,4 | 6,0 |